# Zurndorf
Zurndorf là một đô thị ở huyện Neusiedl am See thuộc bang Burgenland ở nước Áo. Đô thị này có diện tích 54,3 km², dân số thời điểm ngày 31 tháng 12 năm 2005 là 1989 người.